# Friedrich Samuel Gerstäcker
Friedrich Samuel Gerstäcker, auch Samuel Friedrich Gerstäcker (15. Dezember 1788 in Schmiedeberg – 1. Juni 1825 in Kassel) war ein deutscher Opernsänger (Tenor).

## Leben
Gerstäcker, der Sohn eines Chirurgen, sollte ebenfalls Mediziner werden. Sein Vater schickte ihn daher auf die Kreuzschule nach Dresden. Dort überredete ihn der Bruder des Schauspieldirektors Friedrich Nitzschke, Lehrer in Dresden, zur Bühne zu gehen.
Sein erstes Engagement hatte er auch folgerichtig bei der Nitsch(k)en Gesellschaft als erster Tenor von 1810 bis 1812. Er debütierte in Chemnitz, danach war er auch in Freiberg, Bautzen, Zittau, Halle und Lübben tätig.
Februar 1812, nachdem er seine spielerischen Fähigkeiten vervollständigt hatte, nahm er Engagement bei der Secondaschen Gesellschaft in Dresden. Mit dieser unternahm er nun ausgedehnte Reisen, die ihn bis nach Kopenhagen, durch Holland und auch nach Paris brachten. Am 15. Juli 1814 sang er die Titelpartie in Carl Maria von Webers Abu Hassan. Im selben Jahr heiratete er die Sängerin Louise Friederike Herz.
Von 1815 bis 1820 war er am Stadttheater in Hamburg; ab 1. April 1819 bis 1821 war er „als erster Tenorist für die deutsche und italienische Oper“ zusammen mit seiner Frau in Dresden engagiert (Gehalt, zusammen mit seiner Frau: 3.000 rh). Von dort aus ging er nach Kassel.
In seiner Freizeit beschäftigte er sich mit der Malerei und Wachsportraits. 1823 zog er sich eine schwere Lungenerkrankung zu, die schließlich zu seinem Tod am 1. Juni 1825 führte.
Sein Sohn war der Schriftsteller Friedrich Gerstäcker.